# Janucá

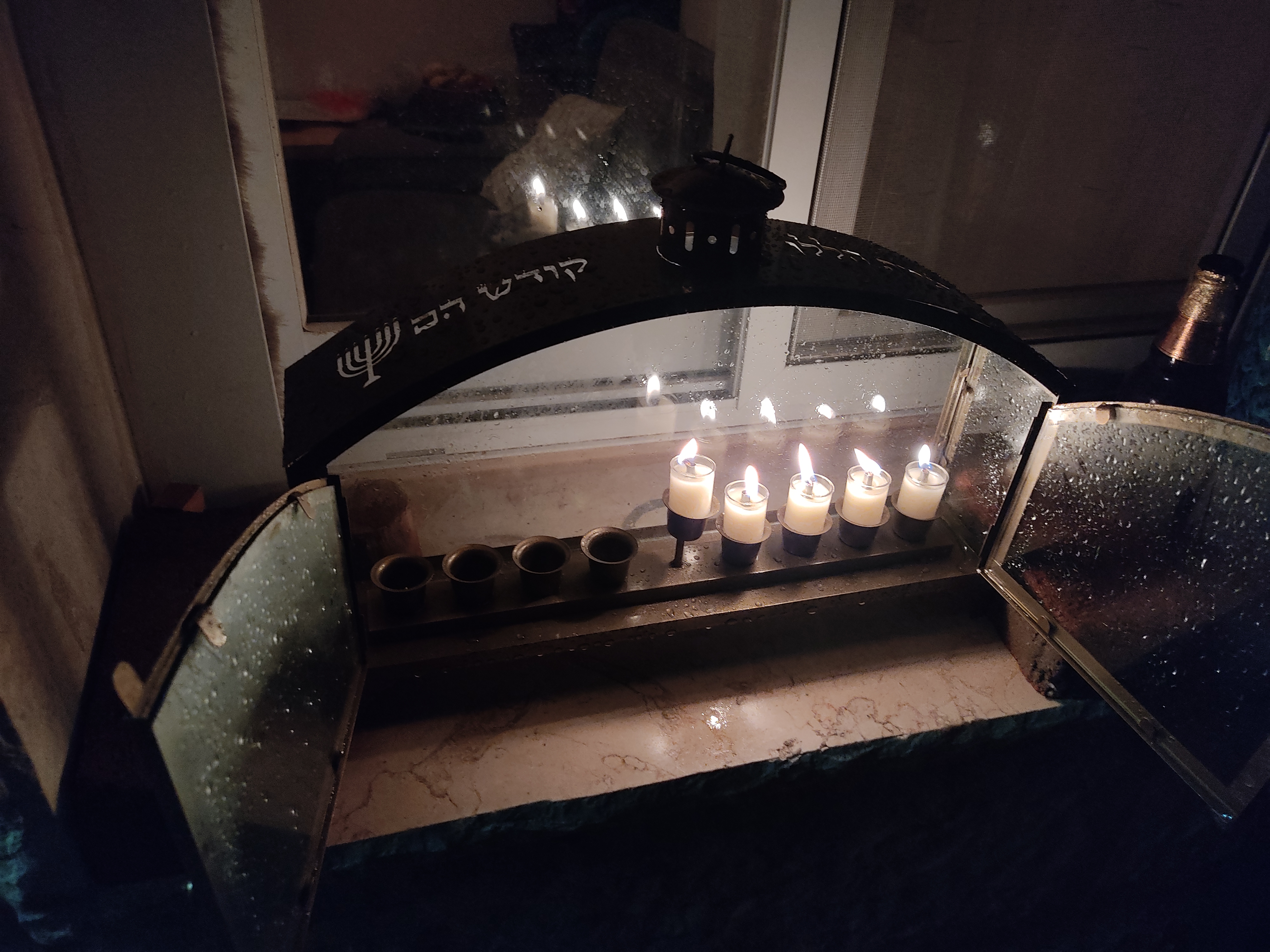
El símbolo principal de Hanukkah es el encendido de velas en el espacio público o cerca de una ventana que da a la calle, para "dar a conocer el milagro", Januquia 2022

La Janucá o Jánuca (en hebreo, חנכה o חנוכה ḥanukka; en hebreo tiberiano, חֲנֻכָּה o חֲנוּכָּה ḥănukkā ‘dedicación, iniciación’ ( escuchar)), también conocida como la Fiesta de las Luces o Luminarias (en hebreo, חַג הַאוּרִים ḥag ha’urim) y antiguamente como la Fiesta de las Lámparas (en hebreo, חַג הַמְּאֹרוֹת ḥag hammə’orot), es una festividad judía que conmemora la reedificación del Segundo Templo de Jerusalén y la rebelión de los macabeos contra el Imperio seléucida. Celebrada durante ocho días, la festividad de Janucá data de la época de la hegemonía helénica en el levante mediterráneo (más concretamente, en Judea), que comienza con las conquistas de Alejandro Magno el año 332 a. C., Tras su muerte, el vasto imperio quedó en manos de sus generales —que entraron en conflictos bélicos entre sí—, por lo que siglos después los griegos seléucidas pretendieron hacerse con el dominio de la región, como puede leerse en los libros de I y II Macabeos, donde esta festividad conmemora la derrota de los helenos y la recuperación de la independencia judía a manos de los macabeos sobre los griegos de la dinastía de Seleuco, y la posterior purificación del Segundo Templo de Jerusalén de los íconos paganos, en el siglo II a. C.
La tradición judía habla de un milagro, en el que pudo encenderse el candelabro del templo durante ocho días consecutivos con una exigua cantidad de aceite, que alcanzaba solo para uno. Esto dio origen a la principal costumbre de la festividad, que es la de encender, de forma progresiva, un candelabro de nueve brazos llamado januquiá (uno por cada uno de los días más un brazo «piloto»).
La festividad se celebra el 25 de Kislev del calendario judío, fecha que cae entre finales de noviembre y principios de diciembre del calendario gregoriano, aunque en 2019 fue a final de diciembre (del día 22 al día 30).

## Origen

### Historia
Los macabeos se rebelaron con éxito contra el rey seléucida Antíoco IV Epífanes. Según el Talmud, el templo fue purificado y las mechas de la menorá ardieron milagrosamente durante ocho días a pesar de que sólo había aceite suficiente para la iluminación de un solo día. 
Existe una canción referida a la Janucá, que dice: «La Janucá llega una vez al año, trayendo historias de días antiguos; contando la historia maravillosa de cómo la lámpara [del Templo] quedó encendida durante ocho días completos aunque contenía aceite para un solo día».[cita requerida]
Si bien es relatada en los libros de Macabeos, sobre la festividad de la Janucá no se hace mención en el Tanaj hebreo. Cuando se corona como rey de Siria a Antíoco IV Epífanes (175 y 164 a. C.), este decide helenizar al pueblo de Israel, prohibiéndole así a los judíos seguir sus tradiciones y costumbres. Un grupo de judíos conocido como los macabeos (dado que su líder era Yehudá Macabi), provenientes de la zona de Modi'ín, comenzaron a rebelarse contra los soldados griegos, negándose a realizar actos que iban en contra de su propia religión. Tuvieron una lucha difícil, y eran minoría contra el ejército griego; sin embargo su estrategia, decisión y fe los condujeron al milagro de Janucá: ganar pocos contra muchos.
Según el Talmud (Gemara, Shabbat 21), al terminar la guerra, los macabeos regresan a Jerusalén y encuentran el Santo Templo profanado, con la menorá (un candelabro de siete brazos) apagada, y aceite ritualmente puro suficiente para encenderla un solo día. Tardaron ocho días en conseguir más aceite; y sin embargo, el poco que tenían mantuvo encendida la menorá durante todo ese tiempo.
En los libros I Macabeos y II Macabeos se puede leer sobre la institución de la Janucá. El primero narra: «Durante ocho días celebraron la dedicación del altar... Entonces Judas y sus hermanos y toda la asamblea de Israel, decidieron que la consagración del nuevo altar se debía celebrar cada año con gozo y alegría durante ocho días, a partir del día veinticinco del mes de kislev» (I Macabeos 4:56-59). De acuerdo con II Macabeos (10:6-8), «lo celebraron con mucha alegría durante ocho días, a la manera de la fiesta de los Tabernáculos... toda la asamblea aprobó y publicó un decreto en el que se ordenaba que todo el pueblo judío celebrara cada año estos días de fiesta».
El martirio de Hannah y sus siete hijos también ha sido relacionado con la Janucá. Según una historia del Talmud (Tratado de Gittin 57b) y II Macabeos 7, una mujer judía llamada Hannah y sus siete hijos fueron torturados y ejecutados por Antíoco por negarse a comer cerdo, lo que hubiera sido una violación de la ley judía.

### La festividad del invierno

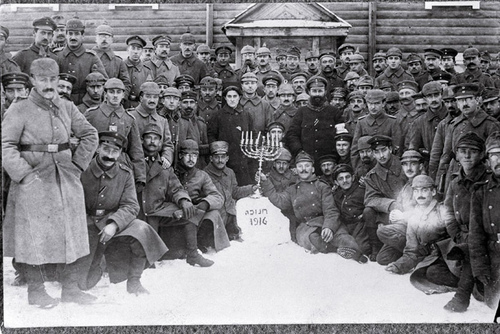
Soldados judíos alemanes celebrando janucá en Polonia, 1916.

El Talmud y el Midrash Raba sugieren también otro origen para la festividad. Según estas fuentes, la Janucá es una manifestación de la festividad del solsticio de invierno, que es el momento en que los días dejan de acortarse y comienzan a alargarse. El Talmud relata historias de Adán, el primer hombre, que vio ponerse al sol por primera vez en su vida y entró en pánico, y conectan esta historia con la festividad del solsticio de invierno. Según el relato, el primer año ayunó durante ocho días, y luego —al comenzar a alargarse los días nuevamente— festejó durante otros ocho; pero el segundo año, al comprender que este era el orden natural, solo festejó (Talmud, Tratado de Avodá Zará, 8a).
La Janucá acontece alrededor del 22 de diciembre, fecha del solsticio en el hemisferio norte. Este relato explicaría el motivo central de la festividad: el encendido de luminarias, que simboliza la expulsión del invierno.
El Midrash Breshit Raba menciona también el fuego, que Dios habría regalado al hombre, dado el temor de este último a la oscuridad, relato que podría estar conectado con el mito griego de Prometeo.

### Origen agrícola
Según el rabino Yoel Ben Nun la festividad de la Janucá está relacionada con la finalización de la cosecha de aceitunas y su prensado para la obtención del aceite de oliva. Según la Mishná (Bikurim 1:6) la Janucá marca el final de la ofrenda de las primicias del olivo. Según Ben Nun esta era una festividad agrícola en la que se encendían luminarias con aceite de oliva, ya desde la época del primer templo de Jerusalén. También el Dr. Israel Rozenson opina que antes de la revolución de los asmoneos existía una festividad del aceite, que fue reinterpretada luego de la victoria asmonea.

## Etimología
El nombre Janucá deriva del verbo hebreo חנך, que significa 'dedicar' o 'inaugurar'. En la Janucá, los judíos recobraron el control de Jerusalén y reinauguraron el templo.
El nombre de la festividad recibió también varias interpretaciones homiléticas:
El nombre puede descomponerse en חנו כ"ה, 'ellos descansaron [el] veinticinco', refiriéndose al hecho de que los judíos detuvieron su lucha el 25 de Kislev, el día que comienza la festividad.
חנוכה (Janucá) es también un acrónimo de ח נרות והלכה כבית הלל — 'Ocho velas, y la halajá según la Casa de Hilel'. Esta es una referencia a una diferencia de opinión entre dos importantes escuelas de pensamiento rabínico —la Casa de Hilel y la Casa de Shamai— sobre el orden en el que las velas de Janucá deben ser encendidas. Shamai opina que ocho velas deben ser encendidas la primera noche, siete la segunda y así sucesivamente, mientras que Hilel estaba a favor de encender una vela la primera noche y una vela más cada noche, hasta alcanzar las ocho. La Ley Judía adoptó la postura de Hilel.

## Historia

### Contexto
Judea era parte del reino ptolemaico de Egipto hasta el año 200 a. C., cuando el rey Antíoco III el Grande de Siria derrotó a Ptolomeo V Epifanes de Egipto en la batalla de Panio. Judea se convirtió entonces en parte del Imperio seléucida de Siria. El rey Antíoco III el Grande, en un intento por conciliar con sus nuevos súbditos judíos, les garantizó el derecho a «vivir de acuerdo a sus costumbres ancestrales» y continuar con la práctica de su religión en el Templo de Jerusalén. Sin embargo, en el año 175 a. C., Antíoco IV Epifanes, el hijo de Antíoco III, invadió Judea, aparentemente a pedido de los hijos de Tobías.
Los tobíades, quienes lideraron la facción helenista judía en Jerusalén, fueron expulsados de Siria alrededor del 170 a. C., cuando el sumo sacerdote Onias y su facción proegipcia les arrebataron el control. Los tobíades exiliados cabildearon con Antíoco IV Epifanes y lo convencieron de recapturar Jerusalén. Según el testimonio del historiador judío Flavio Josefo, el rey «acordó con ellos, y vino sobre los judíos con un gran ejército, y tomó su ciudad por la fuerza, y asesinó a una gran multitud de aquellos que favorecían a Ptolomeo, y envió a sus soldados a saquear la ciudad sin piedad. También profanó el templo, y puso fin a la práctica constante de ofrecer un sacrificio de expiación diariamente por tres años y seis meses».

### Visión tradicional
Cuando el segundo templo de Jerusalén fue saqueado y los servicios interrumpidos, el judaísmo fue efectivamente convertido en ilegal. En el año 167 a. C., Antíoco Epifanes ordenó la construcción de un altar a Zeus en el Templo. También prohibió la circuncisión y ordenó el sacrificio de cerdos en el altar del Templo.
Las acciones de Antíoco Epifanes probaron ser equivocadas, cuando fueron desobedecidas masivamente y provocaron una revuelta de gran escala. Matatías, un kohen (sacerdote judío) y sus cinco hijos —Yojanán, Simón, Eleazar, Jonatán y Judas— lideraron la rebelión contra Antíoco. Judah fue conocido por el nombre de Judah haMacabí ('Judah el Martillero'). En el año 166 a. C. Matatías fallece, y Judah toma su lugar como líder de la rebelión. En el año 164 a. C. la rebelión contra el monarca seléucida triunfa, y el templo es liberado y rededicado.
La festividad de Janucá es instituida por Judah el Macabeo y sus hermanos para celebrar este evento. Después de recuperar Jerusalén y el Templo, Judah ordenó que el templo fuera limpiado, y que se construyese un nuevo altar en lugar del altar contaminado, y que nuevos utensilios fuesen preparados también. Según el Talmud, se necesitaba aceite de oliva para encender la Menorah del Templo, que debía permanecer encendida toda la noche, cada noche. Pero solo se encontró suficiente aceite para encenderla un día solo, y —milagrosamente— este aceite alcanzó para ocho días, el tiempo necesario para preparar nuevo aceite para la Menorah. Una festividad de ocho días fue instaurada por los Sabios para conmemorar este milagro.
La versión de la historia que figura en Macabeos I, por otro lado, indica que una celebración de ocho días con cánticos y sacrificios fue proclamada cuando se rededicó el altar, y no hace mención alguna al milagro del aceite. Varios historiadores creen que la razón de esta celebración de ocho días fue, en realidad, una celebración tardía de las festividades de Sucot y Shemini Atzeret, en esa época las festividades más importantes del año. Esto debido a que durante la guerra los judíos no pudieron celebrar apropiadamente estas festividades, y no solo que la duración combinada de ambas es de ocho días, sino que durante la festividad de Sucot se encendían lámparas en el templo.

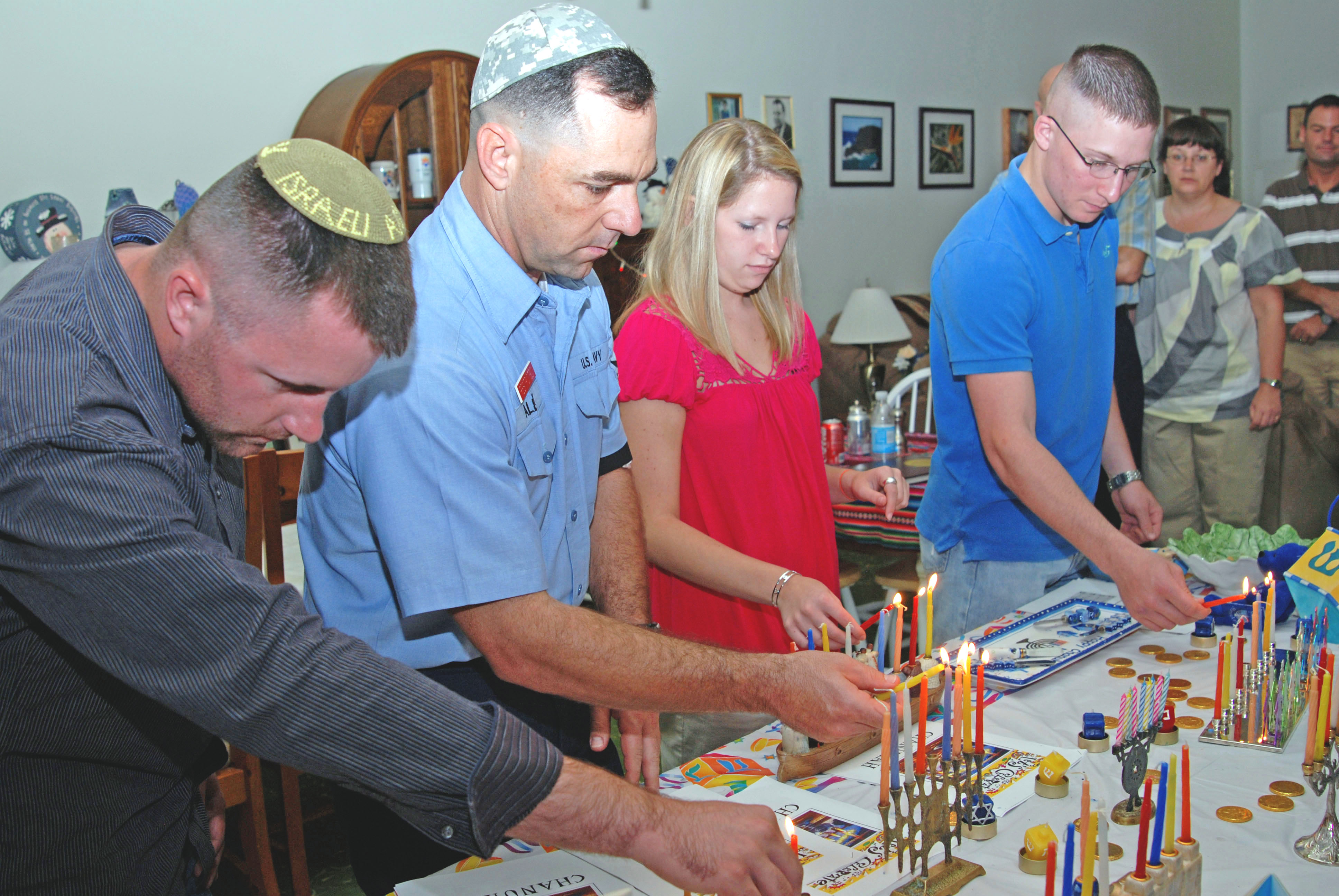
Personal de la Marina de los Estados Unidos encendiendo las velas de la Janucá.

### Interpretaciones modernas
Algunos académicos modernos opinan que el rey estaba interviniendo en una guerra civil interna entre los judíos tradicionalistas y los judíos helenistas en Jerusalén.
Estas facciones competían violentamente por el cargo de Sumo Sacerdote, donde los tradicionalistas, quienes portaban nombres hebreos/arameos como Onias, se enfrentaban a sacerdotes con nombres helenistas, como Jasón y Menelao. En particular, las reformas helenistas de Jasón podrían haber sido un factor decisivo que llevaron al eventual conflicto entre las facciones. Otros autores señalan posibles factores socioeconómicos, que se sumarían a los factores religiosos detrás de la guerra civil.
Lo que en muchos aspectos comenzó como una guerra civil, escaló cuando el Reino Helenista de Siria se alió con la facción helenista judía en su conflicto contra los tradicionalistas. Cuando el conflicto escaló, Antíoco se puso del lado de los helenistas prohibiendo las prácticas religiosas que los tradicionalistas promovían. Esto podría explicar por qué el rey, en contra de la práctica seléucida registrada en otros lugares y momentos, prohibió la religión tradicional.

## Fuentes históricas

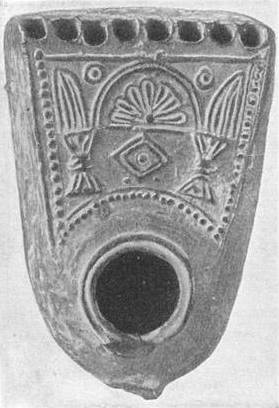
Januquiá desenterrada cerca de Jerusalén alrededor de 1900.

### Relato de Flavio Josefo

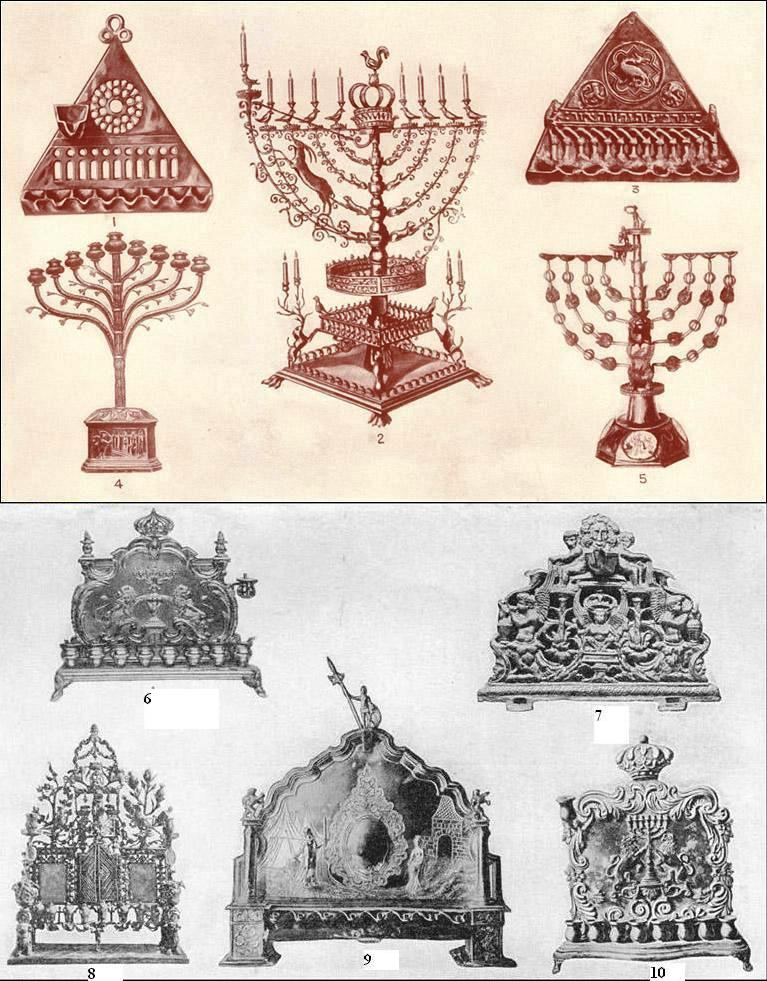
Varias menorot utilizadas para la Janucá, de entre los siglos XII y XIX.

## Celebración

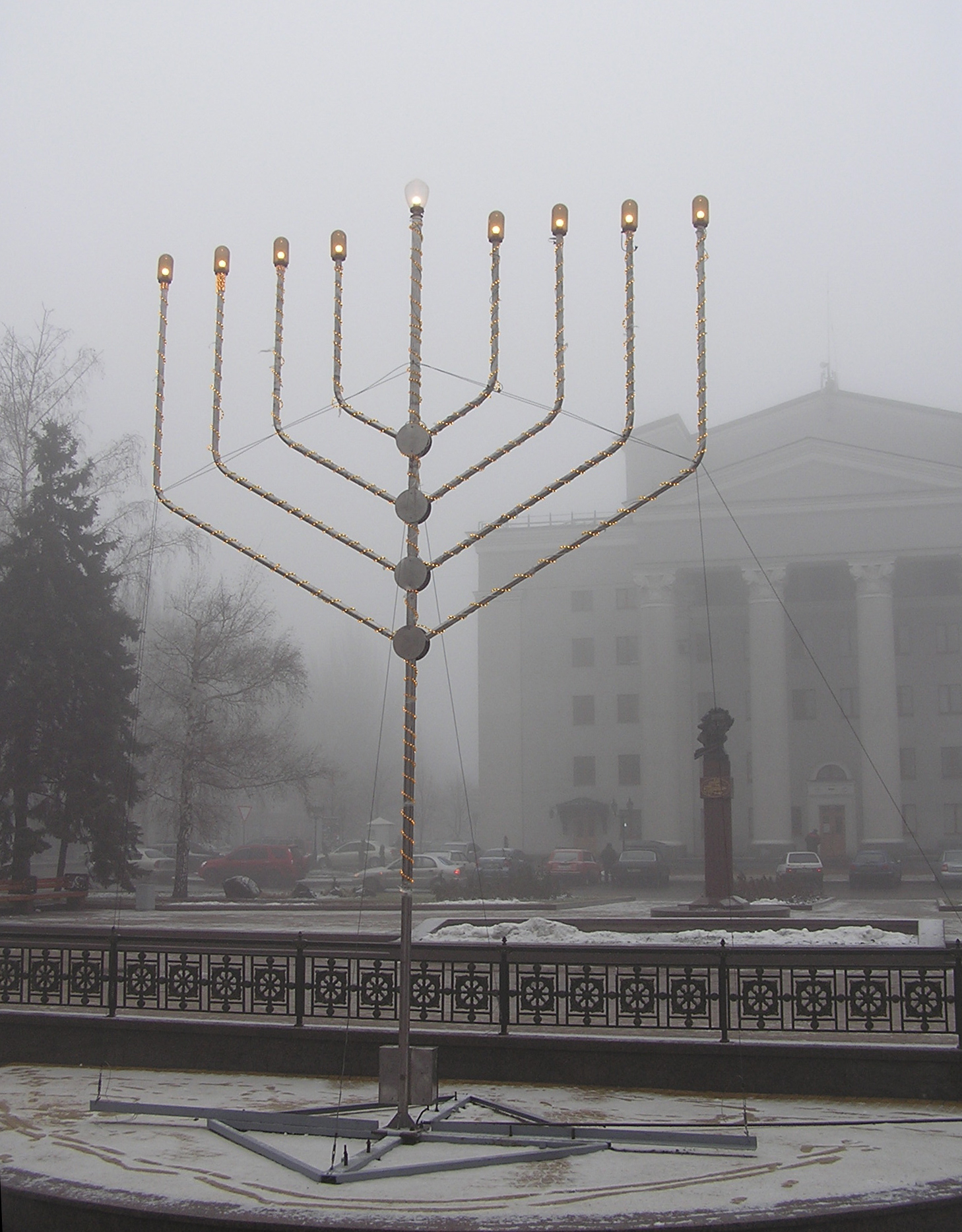
Januquiá pública en Donetsk (Ucrania).

### Encendido de las luminarias

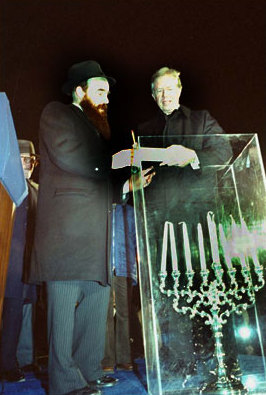
Jimmy Carter encendiendo la januquiá en Lafayette Park (Washington), en 1979.

### Tiempo de encendido

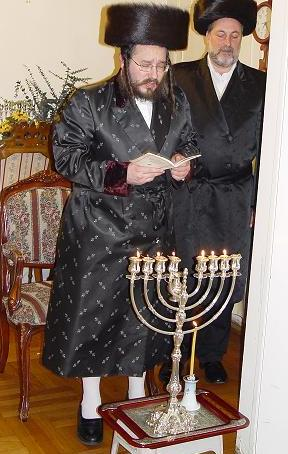
Rabbi Aaron Rabinowitz, el rebe de la dinastía Biala (en), encendiendo la januquiá.

### Dreidel

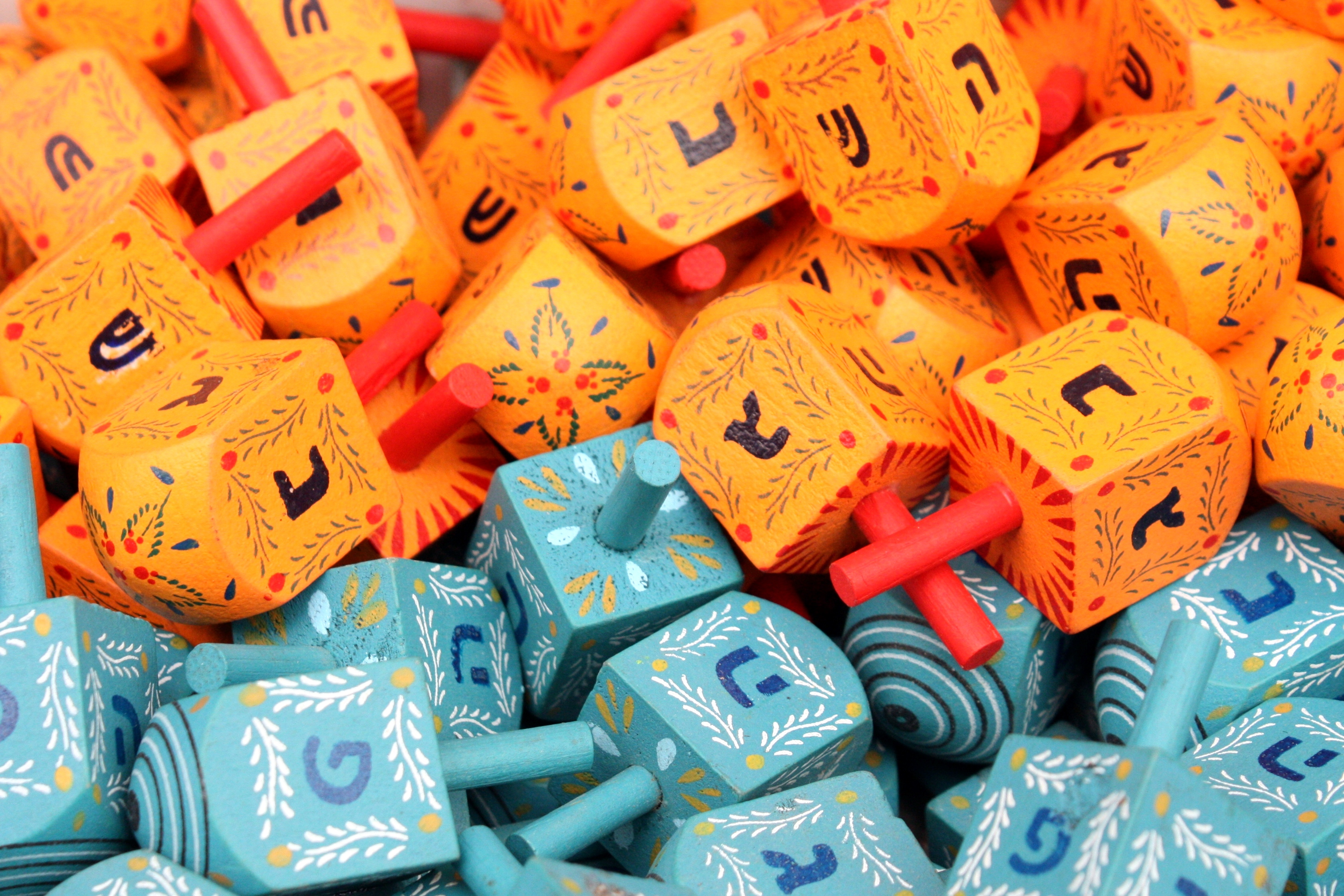
Dreidels en un mercado de Jerusalén.

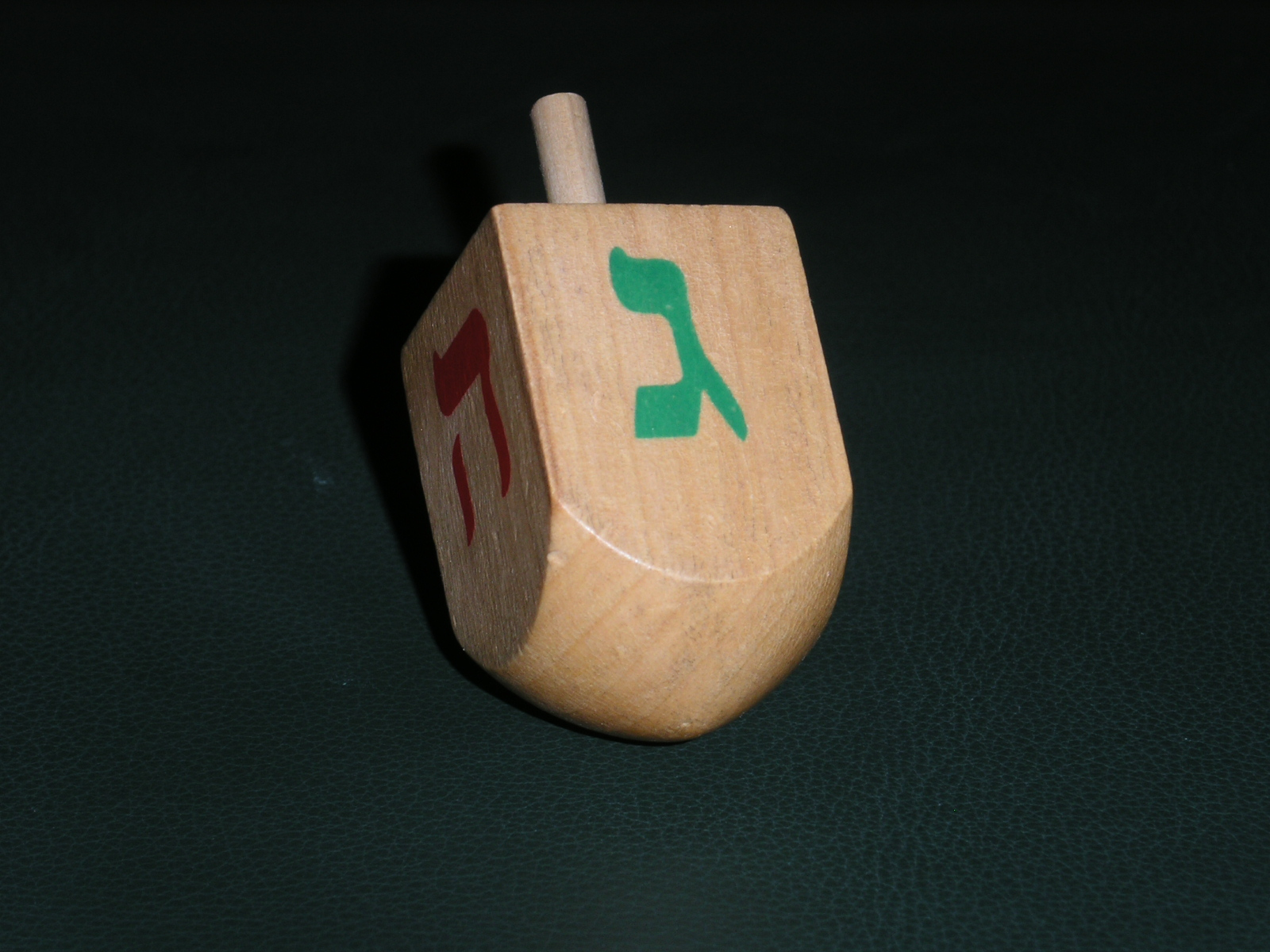
Un dreidel marcando la letra Guímel.

## Fechas

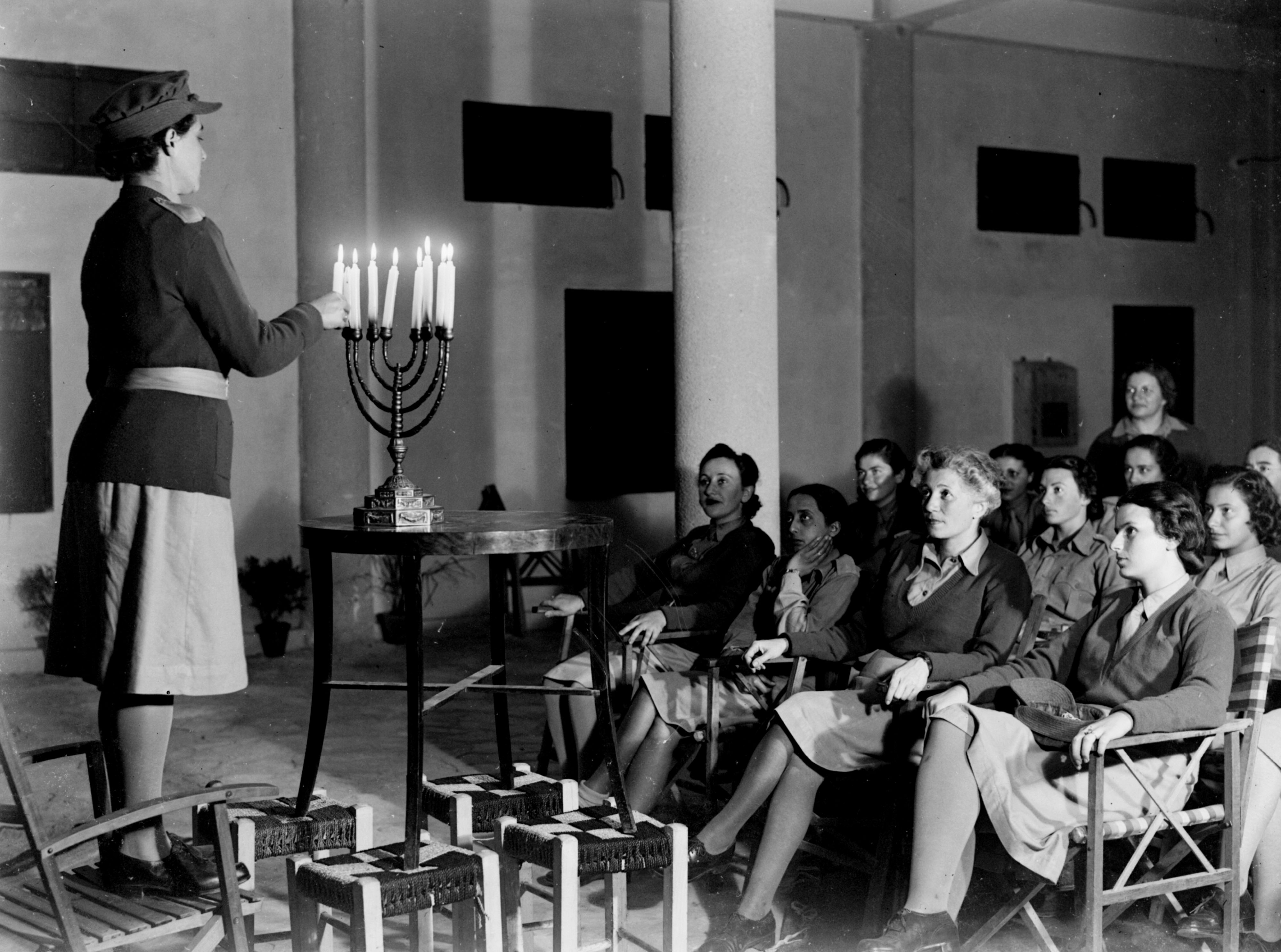
Judíos voluntarios del servicio auxiliar británico celebrando la Janucá en Egipto, 1942.

### Línea de tiempo
- 198 a. C.: ejércitos del rey seléucida Antíoco III el Grande expulsan a Ptolomeo V Epifanes de Judea y Samaria.
- 175 a. C.: Antíoco IV Epifanes asciende al trono seléucida.
- 168 a. C.: bajo el reinado de Antíoco IV, el templo es saqueado, los judíos son masacrados y el judaísmo es declarado ilegal.
- 167 a. C.: Antíoco ordena la construcción de un altar a Zeus en el Templo de Jerusalén. Matatías, y sus cinco hijos, lideran una rebelión en su contra. Judah, hijo de Matatías, se hace conocido como Judah haMacabí (Judas el Martillero).
- 166 a. C.: Matatías muere, y Judah toma su lugar como líder de la revuelta. Comienza el Reino hasmoneo, que dura hasta el 63 a. C.
- 164 a. C.: la revuelta judía contra el monarca seléucida triunfa. El Templo es liberado y rededicado. Nace la festividad de Janucá.
- 142 a. C.: establecimiento del segundo reino judío. Los seléucidas reconocen la autonomía judía, mientras que el rey seléucida mantiene el señorío formal, el cual es reconocido por los hasmoneos. Esto inicia un período de gran expansión territorial, crecimiento poblacional, religioso, cultural y social.
- 139 a. C.: el Senado romano reconoce la autonomía judía.
- 134 - 132 a. C.: Antíoco VII sitia Jerusalén, pero se retira. Juan Hircano I acepta el dominio seléucida, pero el reino retiene su autonomía.
- 129 a. C.: Antíoco VII muere. El Reino judío expulsa al dominio sirio definitivamente.
- 96 a. C.: comienza una guerra civil de ocho años entre el rey saduceo Alejandro Janeo y los fariseos.
- 83 a. C.: se consolida el reino en el territorio al este del río Jordán.
- 63 a. C.: el reino judío hasmoneo llega a su fin por la rivalidad entre los hermanos Aristóbulo II e Hircano II. Ambos solicitan la intervención de Roma, lo que motiva el envío del general romano Pompeyo el Grande. Doce mil judíos son masacrados cuando los romanos ingresan a Jerusalén. Los sacerdotes del Templo son abatidos en el altar. Roma anexiona Judea.